# Sergije Krešić
Sergije Krešić (nascut el 29 de novembre de 1946 a Split, antiga República Federal Socialista de Iugoslàvia, actual Croàcia) és exfutbolista i un entrenador de futbol.
Ha desenvolupat la major part de la seua carrera entre l'Hajduk Split, club on es va formar i va militar com a jugador i entrenador, i equips de les competicions espanyoles. A primera divisió ha entrenat al CP Mérida (equip al qual va dur a la màxima categoria per primer cop a la seua història), el Reial Valladolid, el RCD Mallorca, la UD Las Palmas i el CD Numancia.